# آرونا
ارونا (به ایتالیایی: Arona) یک کومونه در ایتالیا است که در استان نووارا واقع شده‌است.

## خصوصیات
آرونا ۱۴٫۹۰ کیلومترمربع مساحت و ۱۴٬۵۴۷ نفر جمعیت دارد و ۲۱۲ متر بالاتر از سطح دریا واقع شده‌است.

## خواهرخوانده
شهرهای کومپین و اویی (بلژیک) خواهرخوانده‌های آرونا هستند.